# 梅辻春樵
梅辻 春樵（うめつじ しゅんしょう、安永5年4月7日（1776年5月24日） - 安政4年2月17日（1857年3月12日））は、江戸時代の神職、漢詩人、儒学者。実名は生源寺希声（まれおと）。春樵は別号で、ほかに愷軒（がいけん）、無絃（むげん）とも号した。字は延調。通称は勘解由。子に梅辻改絃、梅辻秋漁がいる。
安永5年（1776年）、生源寺行整の子として生まれる。文化4年（1807年）、弟の生源寺希烈に神職を譲り、京都に隠居した。
皆川淇園・村瀬栲亭に学び、儒学に長け、漢詩をよくした。京都では私塾を開き、多くの門人を抱えた。山本亡羊・石田冷雲らと交流があった。著書に『春樵隠士家稿』『春樵詩草』などがある。
安政4年（1857年）、82歳で亡くなった。墓所は高台寺。

## 参考
- 上村泰裕. “梅辻春樵『七十自壽集』自叙”. 上村泰裕のホームページ. 2021年10月19日閲覧。
- 『梅辻春樵』 - コトバンク